# Баянчандмань
Баянчандмань (монг. Баянчандмань) — сомон аймака Туве, Монголия.
Центр сомона — посёлок Их Сууж находится в 106 километрах от города Зуунмод и в 67 километрах от столицы страны — Улан-Батора.
Есть школа, больница, ЛЭП, оптико-волоконный кабель, культурный и торгово-обслуживающий центры. Работают дома отдыха, курорты и туристические базы Цээнэ, Ганзам, Баянхангай. Действует Центр профессионально-технического обучения, в котором обучаются порядка 300 учащихся по 9 специальностям.

## География
На территории сомона водятся волки, лисы, косули.
Климат резко континентальный. Средняя температура января -25°С, июля +22°С.